# Hendrik I van Leuven
Hendrik I (? – vermoord in Brussel na 5 augustus 1038), graaf van Leuven van 1015 tot aan zijn dood, was de oudste zoon van Lambert I met de Baard.
Er werd lange tijd aangenomen dat Hendrik I trouwde met een dochter van graaf Boudewijn IV van Vlaanderen. Deze alliantie zou evenwel betrekking hebben op zijn broer Reinier, van wie geweten is dat hij nageslacht heeft met familiebanden onder de graven van Vlaanderen (Adela van Thuringen, nicht van Boudewijn VI van Vlaanderen, vermeld bij de stichting van de abdij van Hasnon; in de Annalista Saxo Adela van Brabant genoemd).
De opvolging van Hendrik is eveneens onduidelijk. Volgens de kronieken van Brabant (15e eeuw) zou hij een zoon Otto gehad hebben. Deze kan slechts kort geregeerd hebben, omdat reeds op 3 januari 1041 zijn broer Lambert II als graaf van Leuven wordt vermeld.

Volgens de Vita Gudilae (opgetekend tussen 1048-1051) werd Hendrik I opgevolgd door zijn broer Lambert II.

## Voorouders
| Voorouders van Hendrik I van Leuven | Voorouders van Hendrik I van Leuven                                         | Voorouders van Hendrik I van Leuven                                         | Voorouders van Hendrik I van Leuven                                         | Voorouders van Hendrik I van Leuven                                         | Voorouders van Hendrik I van Leuven                                         | Voorouders van Hendrik I van Leuven                                         | Voorouders van Hendrik I van Leuven                                         | Voorouders van Hendrik I van Leuven                                         |
| ----------------------------------- | --------------------------------------------------------------------------- | --------------------------------------------------------------------------- | --------------------------------------------------------------------------- | --------------------------------------------------------------------------- | --------------------------------------------------------------------------- | --------------------------------------------------------------------------- | --------------------------------------------------------------------------- | --------------------------------------------------------------------------- |
| Overgrootouders                     | Reinier II van Henegouwen (890-932) ∞ ? (-)                                 | Reinier II van Henegouwen (890-932) ∞ ? (-)                                 | ? (-) ∞ ? (-)                                                               | ? (-) ∞ ? (-)                                                               | Lodewijk IV van Frankrijk (920-954) ∞ 939 Gerberga van Saksen (913–969)     | Lodewijk IV van Frankrijk (920-954) ∞ 939 Gerberga van Saksen (913–969)     | ? (-) ∞ ? (-)                                                               | ? (-) ∞ ? (-)                                                               |
| Grootouders                         | Reinier III van Henegouwen (920-973) ∞ Adela van Leuven (929-961)           | Reinier III van Henegouwen (920-973) ∞ Adela van Leuven (929-961)           | Reinier III van Henegouwen (920-973) ∞ Adela van Leuven (929-961)           | Reinier III van Henegouwen (920-973) ∞ Adela van Leuven (929-961)           | Karel van Neder-Lotharingen (953-992) ∞ ? (-)                               | Karel van Neder-Lotharingen (953-992) ∞ ? (-)                               | Karel van Neder-Lotharingen (953-992) ∞ ? (-)                               | Karel van Neder-Lotharingen (953-992) ∞ ? (-)                               |
| Ouders                              | Lambert I van Leuven (950-1015) ∞ Gerberga van Neder-Lotharingen (980-1018) | Lambert I van Leuven (950-1015) ∞ Gerberga van Neder-Lotharingen (980-1018) | Lambert I van Leuven (950-1015) ∞ Gerberga van Neder-Lotharingen (980-1018) | Lambert I van Leuven (950-1015) ∞ Gerberga van Neder-Lotharingen (980-1018) | Lambert I van Leuven (950-1015) ∞ Gerberga van Neder-Lotharingen (980-1018) | Lambert I van Leuven (950-1015) ∞ Gerberga van Neder-Lotharingen (980-1018) | Lambert I van Leuven (950-1015) ∞ Gerberga van Neder-Lotharingen (980-1018) | Lambert I van Leuven (950-1015) ∞ Gerberga van Neder-Lotharingen (980-1018) |
| Hendrik I van Leuven (-1038)        |                                                                             |                                                                             |                                                                             |                                                                             |                                                                             |                                                                             |                                                                             |                                                                             |